# Energy Plaza
Energy Plaza je mrakodrap v Dallasu. Má 49 podlaží a výšku 192 metrů (s anténou 225 m), je tak 9. nejvyšší mrakodrap ve městě. Byl dokončen v roce 1983 podle projektu, který vypracovala firma Pei Cobb Freed & Partners.